# متحف مدينة الرمال
متحف مدينة الرمال بالغردقة (بالإنجليزية: Sand City Hurghada)‏ متحف الرمال بالغردقة في محافظة البحر الأحمر مصر يعد من أحد المتاحف الفريدة من نوعه في مصر والشرق الأوسط، وقارة أفريقيا، ويقع على خريطة المزارات السياحية بالغردقة ، حيث يضم تماثيل رملية جذابة قام بنحتها فنانون عالميون من مختلف دول العالم ، بين تلك التماثيل تمثال لنابليون بونابرت والملكة إيزيس وكليوباترا، والإسكندر الأكبر، والسلطان محمد الفاتح، ومنطقة للتماثيل الكرتونية معشوقة الأطفال في العصر الحديث باتمان وسبايدرمان. ومتحف التماثيل الرملية مصنوع من 42 منحوتة و 17 نقشًا لفنانين من دول مختلفة حول العالم.

## فكرة المتحف
أجتمعوا بعض فنانين فن النحت التماثيل الرملية من عدة أماكن في العالم لينحتوا تماثيل في الهواء الطلق على الرمال ولكن بطريقة ميعينة ودقيقة جداً يتميز بها قلة قليلة من البشر حول العالم تجعل التماثيل المنحوتة على الرمال تتحمل ظروف الطقس القاسية من الرياح الشديدة وهطول الأمطار أو الثلوج . ، وشارك في عملية نحت التماثيل داخل متحف الرمال نحاتين عالمين يبلغ عددهم 42 نحاتا من دول مختلفة بينها روسيا وألمانيا وأمريكا وتركيا، مؤكدا على أنه تم استخدام 12 ألف طن من الرمال و15 ألف طن مياه، واستغرق العمل به 7 أشهر.

## أنظر أيضاً
- متحف اللوفر
- متحف بيروت الوطني
- متحف الدبابات الملكي
- متحف الشارقة للآثار

## روابط خارجية
- الموقع الرسمي لمتحف الرمال بالغردقة